# Prince of Persia 3D
Prince of Persia 3D är ett plattformsspel som utvecklades av Red Orb Entertainment och släpptes i september 1999 på Dreamcast och PC. 

## Handling
Prinsen och sultanen av Persien reser iväg för att besöker sultanens bror Assan som är kung i ett grannland till Persien. Assan har en liten fest när Prinsen och Sultan precis har kommit. Prinsen har med sig livvakter hos Assan. Prinsen livvakter blir plötsligt mördade av Assans kvinnliga dansare.
Assans vakter tar prinsen och slänger honom i fängelsehålan efter ha mördat prinsens vakter. Prinsen flyr från fängelsehålan, och möter sedan Assan och hans son Rugnor. Assan dödar sultanen av misstag när han försöker döda prinsen, och flyr sedan. Även Rugnor flyr efter att ha tillfångatagit prinsens fru.